# Фінляндське князівство

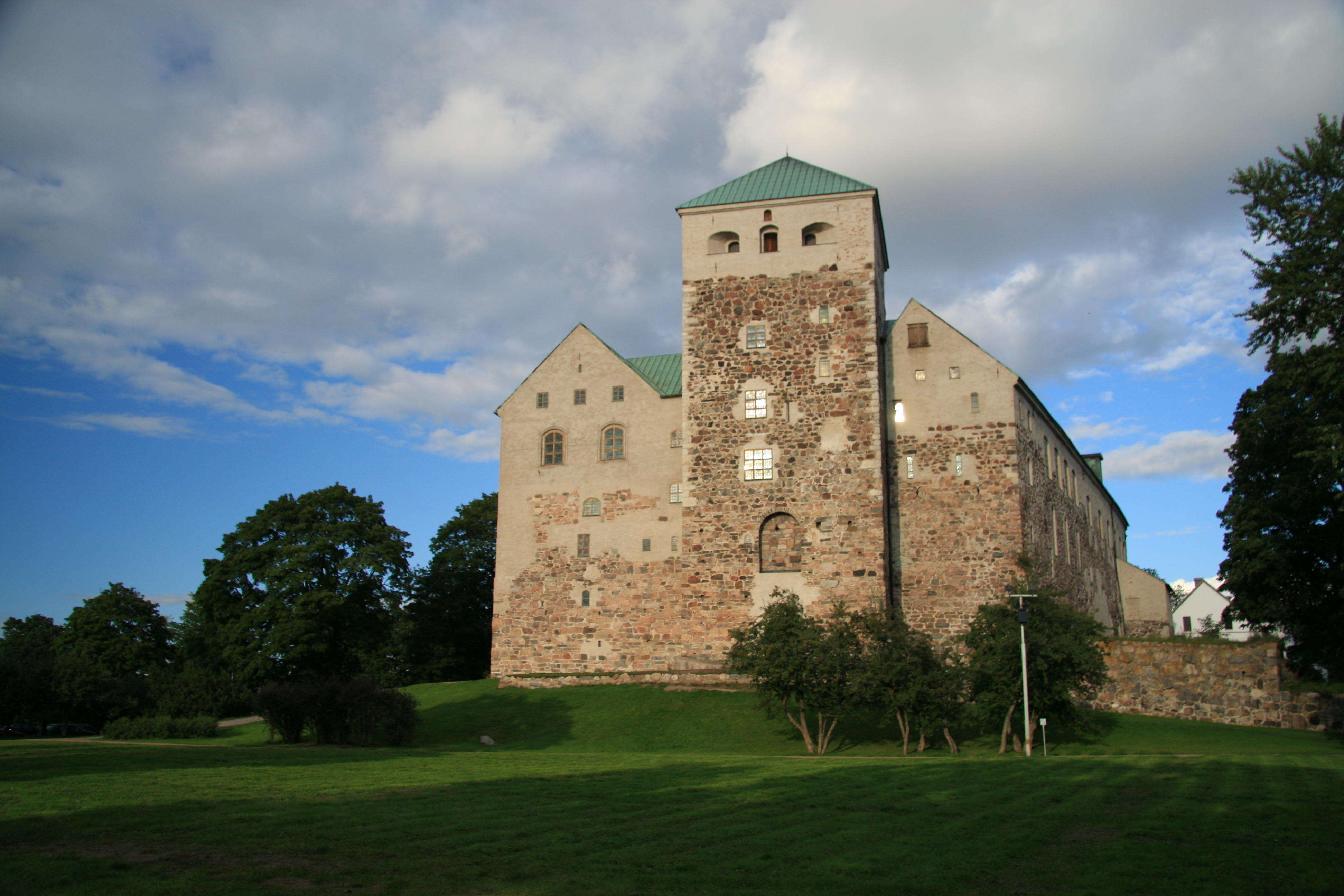
Абоський замок, резиденція герцогів Фінляндських

Фінляндське князівство, або Фінляндське герцогство (фін. Suomen herttua; швед. hertig av Finland) — політичне утворення у складі Швеції в період з кінця XIII до початку XVII століття. Територія герцогства/князівства відповідала сучасній південно-західній Фінляндії. Столиця — Або (фін. Турку).
Титул герцога Фінляндії періодично присвоювали знатним феодалам, а в 1581 році замінили титулом Великого князя Фінляндського, який, за рідкісними винятками, поєднувався з титулом короля Швеції і не припускав наявності особливого державного утворення у складі королівства. Спроба честолюбного герцога Юхана перетворити герцогство в самостійну державу, в яке, крім Фінляндії, входила б і частина балтійських земель, успіхом не увінчалася. У 1802—1805 титул Великого князя Фінляндського носив Карл Густав, син короля Густава IV Адольфа.

## Герцоги Фінляндські

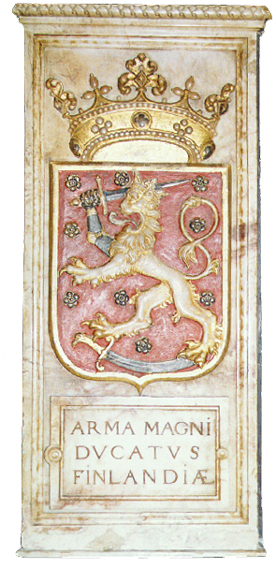
Герб Фінляндії на могилі Густава Вази

- Бенедикт, єпископ Лінчепінзький, 1284—1291,
- Вальдемар, 1302—1318 (його дружина Інгеборга, 1312—1353),
- Бенедикт, 1353—1357,
- Карл VIII, правитель Фінляндії у 1465—1467, після повалення зі шведського престолу і до повернення королівської корони,
- Юхан ІІІ, 1556—1563, потім король Швеції,
- Юхан (герцог Естергьотландський), 1589—1607,
- Густав Адольф, Великий князь Фінляндський у 1607—1611, згодом король Швеції.